# Australothele magna
Espèce
Australothele magna est une espèce d'araignées mygalomorphes de la famille des Euagridae.

## Distribution
Elle se rencontre dans les monts Bunya, Conondale et Blackbutt.

## Description
La carapace du mâle holotype mesure 7,95 mm de long sur 6,10 mm et l'abdomen 7,75 mm de long sur 5,00 mm et la carapace de la femelle paratype mesure 11,00 mm de long sur 8,30 mm et l'abdomen 9,55 mm de long sur 7,65 mm.

## Publication originale
- Raven, 1984 : Systematics of the Australian curtain-web spiders (Ischnothelinae: Dipluridae: Chelicerata). Australian Journal of Zoology Supplementary Series, no 93, p. 1-102.